# William Reed (Politiker)
William Reed (* 6. Juni 1776 in Marblehead, Essex County, Province of Massachusetts Bay; † 18. Februar 1837 ebenda) war ein US-amerikanischer Politiker. Zwischen 1811 und 1815 vertrat er den Bundesstaat Massachusetts im US-Repräsentantenhaus.

## Leben
William Reed erhielt nur eine eingeschränkte Schulausbildung und arbeitete danach im Handel. Gleichzeitig begann er als Mitglied der Föderalistischen Partei eine politische Laufbahn. Bei den Kongresswahlen des Jahres 1810 wurde er im zweiten Wahlbezirk von Massachusetts in das US-Repräsentantenhaus in Washington, D.C. gewählt, wo er am 4. März 1811 die Nachfolge von Benjamin Pickman antrat. Nach einer Wiederwahl konnte er bis zum 3. März 1815 zwei Legislaturperioden im Kongress absolvieren. Diese waren von den Ereignissen des Britisch-Amerikanischen Krieges von 1812 geprägt.
Später war William Reed Vorstandsmitglied des Andover Theological Seminary und Kurator des Dartmouth College in Hanover (New Hampshire). Ansonsten arbeitete er wieder im Handel. Er starb am 18. Februar 1837 in seinem Heimatort Marblehead.